# A Song for ××
A Song for ×× (il simbolo "××" è muto) è l'album studio di debutto della cantante giapponese Ayumi Hamasaki, pubblicato il 1º gennaio 1999 in Giappone.
Contro le aspettative della critica musicale giapponese, l'album ha debuttato sorprendentemente alla prima posizione della classifica Oricon, dove è rimasto per cinque settimane ed ha venduto 548 210 copie nella prima settimana nei negozi. In totale l'album è rimasto in classifica per 63 settimane ed ha venduto più di un milione di copie. Al 2008, A Song for ×× è il centotrentanovesimo album più venduto di tutti i tempi in Giappone.

## Tracce
1. Prologue - 1:25 (Yasuhiko Hoshino)
2. A Song for ×× - 4:44 (Ayumi Hamasaki, Yasuhiko Hoshino)
3. Hana - 4:07 (Ayumi Hamasaki, Yasuhiko Hoshino)
4. Friend - 4:11 (Ayumi Hamasaki, Yasuhiko Hoshino)
5. Friend II - 3:59 (Ayumi Hamasaki, Mitsuru Igarashi)
6. Poker Face - 4:41 (Ayumi Hamasaki, Yasuhiko Hoshino, Akimitsu Honma)
7. Wishing - 4:29 (Ayumi Hamasaki, Hideaki Kuwabara, Akimitsu Honma)
8. You - 4:46 (Ayumi Hamasaki, Yasuhiko Hoshino, Akimitsu Honma)
9. As if - 5:36 (Ayumi Hamasaki, Kazuhito Kikuchi, Akimitsu Honma)
10. Powder Snow - 5:27 (Ayumi Hamasaki, Hideaki Kuwabara, Akimitsu Honma)
11. Trust - 4:48 (Ayumi Hamasaki, Akimitsu Honma, Takashi Kimura)
12. Depend on You - 4:20 (Ayumi Hamasaki, Kazuhito Kikuchi, Akimitsu Honma, Takashi Morio)
13. Signal - 4:25 (Ayumi Hamasaki, Hideaki Kuwabara, Akimitsu Honma)
14. From Your Letter- 4:38 (Ayumi Hamasaki, Akio Togashi, Akio Togashi)
15. For My Dear... - 4:33 (Ayumi Hamasaki, Yasuhiko Hoshino)
16. Present - 4:31 (Ayumi Hamasaki, Yasuhiko Hoshino)